# Ctenochromis oligacanthus
Ctenochromis oligacanthus es una especie de peces de la familia de los cíclidos en el orden de los Perciformes.

## Morfología
Los machos pueden llegar alcanzar los 6,7 cm de longitud total.

## Hábitat
Vive en agua dulce zonas de clima tropical, de comportamiento bentopelágico.

## Distribución geográfica
Se encuentran en África: en el río Ubangui de la cuenca del río Congo, en la República Centroafricana y la República Democrática del Congo.